# NGC 5259-2
NGC 5259-2 (другие обозначения — MCG 5-32-52, ZWG 161.105) — галактика в созвездии Гончие Псы.
Этот объект не входит в число перечисленных в оригинальной редакции «Нового общего каталога» и был добавлен позднее.